# Hadronyche flindersi
Hadronyche flindersi là một loài nhện trong họ Hexathelidae. Loài này phân bố ở Nam Úc.
Bản mẫu:Bronnen